# سرة عملاقة
سرة عملاقة (الاسم العلمي:Umbilicus giganteus) هي نوع غير مؤكد من النباتات يتبع جنس السرة من الفصيلة الكرسولية.